# Double Vie (roman)
 (octobre 2017).
Si vous disposez d'ouvrages ou d'articles de référence ou si vous connaissez des sites web de qualité traitant du thème abordé ici, merci de compléter l'article en donnant les références utiles à sa vérifiabilité et en les liant à la section « Notes et références ».
Pour les articles homonymes, voir Double vie.
Double Vie est un roman de Pierre Assouline, publié le 3 janvier 2001 aux éditions Gallimard et ayant reçu le prix des Libraires la même année.

## Résumé
Rémi Laredo, spécialiste d'art rupestre, marié avec Marie Rabaut-Pelletier, une avocate qu'il n'aime plus, a fait le point de ses divergences avec son épouse. Il entretient une relation adultère avec Victoria, psychologue, clandestinité qui comble ses fantasmes sexuels. Mais à l'issue d'une ultime relation dans un parking souterrain, Victoria disparaît et ne donne aucune nouvelle. Rémi essaye de comprendre cette disparition soudaine, envoie des messages qui restent sans réponse et va rechercher son amante désespérément allant même jusqu'à prendre un improbable rendez-vous chez Robert Klein, son mari, un médecin proctologue.
Craignant le pire pour son amante, sa quête va virer à la paranoïa quand Rémi prend conscience que notre époque offre mille et uns moyens de briser le secret de sa relation clandestine (distributeurs bancaires, caméras de surveillance, téléphones portables...). Il réalise que ces informations seraient susceptibles de prouver sa culpabilité dans l'hypothèse où son amante serait retrouvée morte.

## Analyse
Ce roman, introduisant le lecteur dans les arcanes de la pensée du principal protagoniste, Rémi, décrit l'intimité de sa relation clandestine, son ressenti par rapport à son propre couple et sa haine des relations mondaines factices.

## Éditions
- Double vie, éditions Gallimard, 2001,  (ISBN 2070754987)